# Worbis (Adelsgeschlecht)

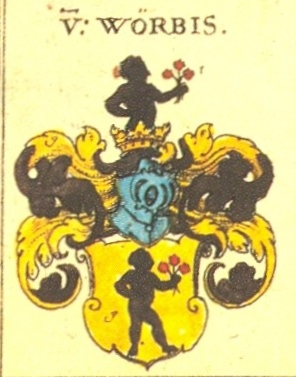
Das Wappen derer von Worbis

Worbis ist der Name eines alten Adelsgeschlechts in Worbis im Eichsfeld.

## Geschichte
1209 wird erstmals ein Giselher von Worbis als Zeuge einer Verpfändung des Grafen Ernst von Velsecke an das Kloster Reifenstein genannt. Nach Errichtung der Burg Worbis werden die Herren von Worbis als Burgherren und Vögte erwähnt. Im 13. Jahrhundert werden einige Herren von Worbis als Zeugen in Verträgen genannt, sie erwerben und verkaufen zahlreiche Güter und Besitzungen im Eichsfeld und darüber hinaus (Kutzleben, Großwechsungen, Kleinbodungen). Sie werden auf verschiedenen Burgen im Eichsfeld als Burgmänner oder Vögte eingesetzt. Die Familie breitet sich bis nach Mühlhausen und Heiligenstadt aus, wo sie teilweise sesshaft wurden. Im Jahre 1312 werden die Herren von Wolf als Burgmänner auf der Burg Worbis genannt, sind danach aber nicht mehr in Worbis ansässig.
1354 verpfänden die Herren von Worbis dem Reinhard Keudel einen Teil der mainzischen Lehnsburg Burg Bischofsstein.
1413 schließen Ritter Martin von Worbis und sein Bruder Hans mit der Stadt Duderstadt einen Vertrag zum Bau der Wehnder Warte, die aber erst später vollendet wird. Die Herren von Worbis besaßen von 1573 bis 1754 das Rittergut in Rehungen, wo sie auch Gerichtsherren und Patronatsherren der Kirche waren. Im 18. Jahrhundert wird letztmals ein Alexander von Worbis in Rehungen erwähnt.

## Vertreter
- Bernhard von Worbis, (1238), Ritter, verkauft sein Lehnsgut in Hausen dem Kloster Gerode[4]
- Otto von Worbis (1300, 1309), Burgmann auf Burg Scharfenstein[5]
- Brüder Albrecht und Herdeinus gen. von Worbis 1317[6]
- Friedrich von Worbis (1303), Burgmann zu Harburg[7]
- Conrad von Worbis (1336), Burgmann auf Burg Worbis[8]
- Bertold von Worbis (1337) Burgherr auf Burg Bodenstein zusammen mit Hans von Wintzingerode, Otto von Rusteberg und Heinrich Wolf als Lehnsnehmer der Grafen von Hohnstein;[9] (1342) Amtmann auf Burg Rusteberg;[10] (1348) mit seinen Brüdern Heinrich (1352 Hauptmann zu Mühlhausen[11]) und Hildebrand genannt
- Conrad von Worbis (1348, 1352), Propst im Chorherrenstift zu Oberdorlda[12]
- Arnold (1353), Pfarrer in Wahlhausen[13]
- Mechthild (Metze) von Worbis (1364), Äbtissin im Kloster Beuren[14]
- Brüder Otto, Heinrich und Friedrich (1387), Burgmänner auf Burg Scharfenstein
- Martin und Hans von Worbis (1430), Mitbesitzer der Burg Bodenstein
- Otto Christoph der Ältere und Otto der Jüngere von Worbis (1696), verkaufen ihr Lehen in Wolkramshausen (Wüstung)